# Desperate Desmond on the Trail Again
Desperate Desmond on the Trail Again è un cortometraggio muto del 1912 diretto da Tom Ricketts e basato sulle strisce comiche di Harry Hershfield.

## Produzione
Il film fu prodotto dalla Nestor Film Company.

## Distribuzione
Distribuito dalla Motion Picture Distributors and Sales Company, il film - un cortometraggio di una bobina - uscì nelle sale cinematografiche statunitensi il 20 gennaio 1912.